# Tour En Tus Planes
Tour En Tus Planes es el nombre de la próxima gira de conciertos del cantante almeriense David Bisbal, enmarcado dentro de la promoción su último disco en el mercado En Tus Planes (publicado en enero de 2020). Las primeras fechas fueron anunciadas en dos tandas durante el mes de diciembre de 2019, justo un mes antes del lanzamiento oficial del disco. A mediados de febrero de 2020, el de Almería anunció una nueva tanda de conciertos, esta vez en México y Estados Unidos durante el mes de octubre.

## Antecedentes
El artista almeriense debió reprogramar todas las fechas de la gira por España y América, debido a la pandemia de COVID-19 que sufrió el continente europeo. Finalmente, la gira arrancó en junio de 2021.

## Fechas
A continuación se detallan las fechas hasta ahora conocidas de la gira.
| Fecha                    | Ciudad                 | País           | Lugar                                 | Información                         |
| ------------------------ | ---------------------- | -------------- | ------------------------------------- | ----------------------------------- |
| 22 de junio de 2021      | Madrid                 | España         | WiZink Center                         |                                     |
| 23 de junio de 2021      | Madrid                 | España         | WiZink Center                         |                                     |
| 17 de julio de 2021      | Macael                 | España         | Cantera de Mármol Blanco de Cosentino |                                     |
| 21 de julio de 2021      | Málaga                 | España         | Auditorio Municipal Cortijo de Torres |                                     |
| 24 de julio de 2021      | Valencia               | España         | Estadio Ciudad de Valencia            |                                     |
| 31 de julio de 2021      | Santander              | España         | Campa de la Magdalena                 |                                     |
| 12 de agosto de 2021     | Calella de Palafrugell | España         | Auditori Jardins de Cap Roig          | [ 5 ]                               |
| 19 de agosto de 2021     | Chiclana de la Fr.     | España         | Poblado de Sancti Petri               |                                     |
| 21 de agosto de 2021     | Roquetas de Mar        | España         | Plaza de Toros de Roquetas            |                                     |
| 23 de agosto de 2021     | Marbella               | España         | Auditorio de Marbella                 |                                     |
| 27 de agosto de 2021     | Murcia                 | España         | Plaza de Toros La Condomina           |                                     |
| 9 de septiembre de 2021  | Sevilla                | España         | Estadio de La Cartuja                 |                                     |
| 12 de septiembre de 2021 | Córdoba                | España         | Plaza de Toros Los Califas            |                                     |
| 15 de septiembre de 2021 | Granada                | España         | Palacio Municipal de Deportes         |                                     |
| 24 de septiembre de 2021 | Alicante               | España         | Plaza de Toros de Alicante            |                                     |
| 30 de septiembre de 2021 | Miami                  | Estados Unidos | The Fillmore Miami Beach              |                                     |
| 2 de octubre de 2021     | Orlando                | Estados Unidos | House of Blues Orlando                |                                     |
| 3 de octubre de 2021     | Atlanta                | Estados Unidos | Buckhead Theatre                      |                                     |
| 8 de octubre de 2021     | San Juan               | Puerto Rico    | Coliseo José Miguel Agrelot           | [ 6 ]                               |
| 9 de octubre de 2021     | Nueva York             | Estados Unidos | HK Hall                               |                                     |
| 12 de octubre de 2021    | Washington D. C.       | Estados Unidos | The Fillmore Silver Spring            |                                     |
| 14 de octubre de 2021    | Chicago                | Estados Unidos | Copernicus Center                     |                                     |
| 16 de octubre de 2021    | El Paso                | Estados Unidos | Plaza Theatre                         |                                     |
| 17 de octubre de 2021    | Dallas                 | Estados Unidos | Majestic Theatre                      |                                     |
| 21 de octubre de 2021    | Houston                | Estados Unidos | Arena Theatre Houston                 |                                     |
| 22 de octubre de 2021    | San Antonio            | Estados Unidos | Aztec Theatre                         |                                     |
| 23 de octubre de 2021    | McAllen                | Estados Unidos | McAllen Performing Arts Center        |                                     |
| 26 de octubre de 2021    | Las Vegas              | Estados Unidos | House of Blues Las Vegas              |                                     |
| 28 de octubre de 2021    | Los Ángeles            | Estados Unidos | Orpheum Theatre                       |                                     |
| 29 de octubre de 2021    | San Diego              | Estados Unidos | House of Blues San Diego              |                                     |
| 30 de octubre de 2021    | San José               | Estados Unidos | National Civic Center                 |                                     |
| 6 de noviembre de 2021   | Barcelona              | España         | Palau Sant Jordi                      |                                     |
| 13 de noviembre de 2021  | Almería                | España         | Auditorio Maestro Padilla             | Conciertos con Orquesta Filarmónica |
| 22 de noviembre de 2021  | Madrid                 | España         | Teatro Real                           | Conciertos con Orquesta Filarmónica |
| 4 de diciembre de 2021   | Granada                | España         | Auditorio Manuel de Falla             | Conciertos con Orquesta Filarmónica |
| 8 de diciembre de 2021   | Málaga                 | España         | Teatro Cervantes                      | Conciertos con Orquesta Filarmónica |

## Conciertos no celebrados
| Fecha                    | Ciudad                 | País           | Recinto                               | Estado                              | Motivo               |
| ------------------------ | ---------------------- | -------------- | ------------------------------------- | ----------------------------------- | -------------------- |
| 9 de mayo de 2020        | Granada                | España         | Palacio Municipal de Deportes         | Aplazado (15 de septiembre de 2021) | Pandemia de COVID-19 |
| 15 de mayo de 2020       | Barcelona              | España         | Palau Sant Jordi                      | Aplazado (6 de noviembre de 2021)   | Pandemia de COVID-19 |
| 29 de mayo de 2020       | Valencia               | España         | Plaza de Toros de Valencia            | Aplazado (24 de julio de 2021)      | Pandemia de COVID-19 |
| 6 de junio de 2020       | Sevilla                | España         | Auditorio Rocío Jurado                | Aplazado (9 de septiembre de 2021)  | Pandemia de COVID-19 |
| 12 de junio de 2020      | Málaga                 | España         | Auditorio Municipal Cortijo de Torres | Aplazado (21 de julio de 2021)      | Pandemia de COVID-19 |
| 13 de junio de 2020      | Córdoba                | España         | Plaza de toros Los Califas            | Aplazado (12 de septiembre de 2021) | Pandemia de COVID-19 |
| 19 de junio de 2020      | París                  | Francia        | Palais des Congrès de Paris           | Cancelado                           | Pandemia de COVID-19 |
| 26 de junio de 2020      | Madrid                 | España         | WiZink Center                         | Aplazado (23 de junio de 2021)      | Pandemia de COVID-19 |
| 27 de junio de 2020      | Madrid                 | España         | WiZink Center                         | Aplazado (22 de junio de 2021)      | Pandemia de COVID-19 |
| 17 de julio de 2020      | Chiclana de la Fr.     | España         | Poblado de Sancti Petri               | Aplazado (19 de agosto de 2021)     | Pandemia de COVID-19 |
| 8 de agosto de 2020      | Cambrils               | España         | Auditori Parc del Pinaret             | Cancelado                           | Pandemia de COVID-19 |
| 12 de agosto de 2020     | Calella de Palafrugell | España         | Auditori Jardins de Cap Roig          | Aplazado (12 de agosto de 2021)     | Pandemia de COVID-19 |
| 22 de agosto de 2020     | Jódar                  | España         | Polideportivo Palomares               | Cancelado                           | Pandemia de COVID-19 |
| 26 de septiembre de 2020 | Murcia                 | España         | Plaza de Toros La Condomina           | Aplazado (27 de agosto de 2021)     | Pandemia de COVID-19 |
| 1 de octubre de 2020     | Monterrey              | México         | Auditorio Pabellón M                  | Cancelado                           | Pandemia de COVID-19 |
| 3 de octubre de 2020     | Ciudad de México       | México         | Teatro Metropólitan                   | Cancelado                           | Pandemia de COVID-19 |
| 9 de octubre de 2020     | San Juan               | Puerto Rico    | Coliseo José Miguel Agrelot           | Aplazado (8 de octubre de 2021)     | Pandemia de COVID-19 |
| 10 de octubre de 2020    | Orlando                | Estados Unidos | House of Blues Orlando                | Aplazado (2 de octubre de 2021)     | Pandemia de COVID-19 |
| 11 de octubre de 2020    | Miami                  | Estados Unidos | The Fillmore Miami Beach              | Aplazado (30 de septiembre de 2021) | Pandemia de COVID-19 |
| 13 de octubre de 2020    | Atlanta                | Estados Unidos | Buckhead Theatre                      | Aplazado (3 de octubre de 2021)     | Pandemia de COVID-19 |
| 14 de octubre de 2020    | Washington D. C.       | Estados Unidos | The Fillmore Silver Spring            | Aplazado (12 de octubre de 2021)    | Pandemia de COVID-19 |
| 17 de octubre de 2020    | Nueva York             | Estados Unidos | Stage 48                              | Aplazado (9 de octubre de 2021)     | Pandemia de COVID-19 |
| 22 de octubre de 2020    | Chicago                | Estados Unidos | Copernicus Center                     | Aplazado (14 de octubre de 2021)    | Pandemia de COVID-19 |
| 24 de octubre de 2020    | Houston                | Estados Unidos | Arena Theatre Houston                 | Aplazado (21 de octubre de 2021)    | Pandemia de COVID-19 |
| 25 de octubre de 2020    | Dallas                 | Estados Unidos | Majestic Theatre                      | Aplazado (17 de octubre de 2021)    | Pandemia de COVID-19 |
| 29 de octubre de 2020    | San Antonio            | Estados Unidos | Aztec Theatre                         | Aplazado (22 de octubre de 2021)    | Pandemia de COVID-19 |
| 30 de octubre de 2020    | McAllen                | Estados Unidos | McAllen Performing Arts Center        | Aplazado (23 de octubre de 2021)    | Pandemia de COVID-19 |
| 1 de noviembre de 2020   | El Paso                | Estados Unidos | Plaza Theatre                         | Aplazado (16 de octubre de 2021)    | Pandemia de COVID-19 |
| 3 de noviembre de 2020   | Las Vegas              | Estados Unidos | House of Blues Las Vegas              | Aplazado (26 de octubre de 2021)    | Pandemia de COVID-19 |
| 4 de noviembre de 2020   | Los Ángeles            | Estados Unidos | The Wiltern                           | Aplazado (28 de octubre de 2021)    | Pandemia de COVID-19 |
| 6 de noviembre de 2020   | San José               | Estados Unidos | National Civic Center                 | Aplazado (30 de octubre de 2021)    | Pandemia de COVID-19 |
| 7 de noviembre de 2020   | San Diego              | Estados Unidos | House of Blues San Diego              | Aplazado (29 de octubre de 2021)    | Pandemia de COVID-19 |